# Minárovits Péter
Minárovits Péter (Budapest, 1977. február 24. –) magyar színész, szinkronszínész, színművész.
Emlékezetes szerepei az Amerikai pite sorozatból Paul Finch (Eddie Kaye Thomas) szinkronja, illetve a Spongyabob Kockanadrág főszereplőjének hangja, valamint szinkronizált a Terminátor 2 - Az ítélet napja c. filmben, A szökés című sorozatban.

## Szinkronszerepei

### Sorozatok
| Cím                                | Szerep                             | Színész              |
| ---------------------------------- | ---------------------------------- | -------------------- |
| 24                                 | Rick                               | Daniel Bess          |
| A betolakodó                       | Aldo Junquera                      | José María Torre     |
| A farm, ahol élünk                 | Almanzo James Wilder               | Dean Butler          |
| A hegy gyomrában                   | Theo                               | Lance Warren         |
| A suli                             | Louis Plumb                        | Marty Belafsky       |
| A szökés                           | Roland Glenn                       | James Hiroyuki Liao  |
| Acapulco szépe                     | Ariel                              | Paulo César Quevedo  |
| Adrian Mole titkos naplója         | Adrian Mole                        | Gian Sammarco        |
| Ármány és szenvedély               | Shawn-Douglas Brady                | Jason Cook           |
| Az első csók                       | Luc                                | Christophe Rippert   |
| Az elveszett ereklyék fosztogatói  | Adam Grant                         | Ryan Rajendra Black  |
| Az ifjú Indiana Jones kalandjai    | Indiana Jones                      | Sean Patrick Flanery |
| Benne vagyok a bandában            | Bryce Johnson                      | Spencer Boldman      |
| Beyblade                           | Hivatari Kai                       |                      |
| Buffy, a vámpírok réme             | Alexander "Xander" Harris          | Nicholas Brendon     |
| Erdészház Falkenauban              | Markus Rombach                     | Michael Wolf         |
| Esmeralda                          | Juanito                            | Enrique Marine       |
| Felfedezőúton a Robinson család    | Ernst Robinson                     | Kieren Hutchison     |
| Így jártam anyátokkal              | Doug Martin                        | Will Sasso           |
| Kékpróba                           | Dov Epstein                        | Gregory Smith        |
| Kenan és Kel                       | Kenan Rockmore                     | Kenan Thompson       |
| Ki vagy, doki? (A holtak bolygója) | Barclay                            | Daniel Kaluuya       |
| Kincses sziget az űrben            | Jim                                | Itaco Nardulli       |
| Kutya legyek                       | Eddie McDowd                       | Jason Hervey         |
| Laborpatkányok                     | Eddy (1. évad)                     | Will Forte           |
| Mágusok                            | Alex Katsonis                      | Brian Rooney         |
| Medicopter 117 – Légimentők        | Rick                               | Philip Koestring     |
| Molly                              | Bartosz                            | Wojciech Klata       |
| Parker Lewis sohasem veszít        | Francis Lawrence "Larry" Kubiac    | Abraham Benrubi      |
| Partisétány Ausztrália             | Tim Browning                       | Darrin Klimek        |
| Partiszerviz színészmódra          | Kyle Bradway                       | Ryan Hansen          |
| Power Rangers                      | Zack Taylor/The Black Ranger       | Walter Jones         |
| RJ Berger - Hard kor               | Miles Jenner                       | Jareb Dauplaise      |
| Sok sikert, Charlie!               | Billy "Gravy" Graves               | Andrew Caldwell      |
| Soñadoras – Szerelmes álmodozók    | Victorio                           | Roberto Tello        |
| Sötét angyal                       | Zack/X5-599                        | William Gregory Lee  |
| Szeretni beindulásig               | Federico "Fede" Palacios           | Sergio Surraco       |
| Szeretni bolondulásig              | David Parra                        | Jorge Poza           |
| Szívtipró gimi                     | Matt Logan                         | Vince Poletto        |
| Templomos lovagok kincsei          | Paul                               | Colin Bethisky       |
| Tesz-Vesz Város                    | Cicó (Huckle)                      |                      |
| Titkok és szerelmek                | Pancho                             | Mike Biaggio         |
| Vad szenvedélyek                   | Javier                             | Esteban Coletti      |
| Váratlan utazás                    | Gus Pike                           | Michael Mahonen      |
| Dini, a kis dinoszaurusz           | Dini                               | R.J. Williams        |
| Flipper és barátai                 | Lopaka                             |                      |
| Hupikék törpikék VII.              | Bibice                             | Frank Welker         |
| Jimmy Neutron kalandjai            | Carl Wheezer                       | Rob Paulsen          |
| Kippi kutyus kalandjai             | Malac                              | Chris Lang           |
| Louie élete                        | Louie Anderson                     |                      |
| Maja a méhecske kalandjai          | Egy bolha                          |                      |
| South Park                         | Leopold "Butters" Stotch (1. hang) | Matt Stone           |
| SpongyaBob Kockanadrág             | Spongyabob Kockanadrág (1. hang)   | Tom Kenny            |
| Bleach                             | Ōtoribashi Rōjūrō                  |                      |
| Naruto                             | Kövér "Lee"                        |                      |
| Tarzan legendája                   | Flynt                              | Erik von Detten      |

### Filmek
| Év   | Cím                                           | Szerep                      | Színész             |
| ---- | --------------------------------------------- | --------------------------- | ------------------- |
| 2023 | Volt egyszer egy stúdió                       | Rontó Ralph                 | John C. Reilly      |
| 2017 | Verdák 3.                                     | Mucsai / Roscoe             |                     |
| 2016 | Zootropolis                                   | Gideon Grey                 | Phil Johnston       |
| 2013 | Derült égből fasírt 2. - A második fogás      | Bébi Brant                  | Andy Samberg        |
| 2013 | Nagyfiúk 2.                                   | Duffy                       | Alex Poncio         |
| 2012 | Amerikai pite: A találkozó                    | Paul Finch                  | Eddie Kaye Thomas   |
| 2012 | Én, a séf                                     | Moussa                      | Issa Doumbia        |
| 2012 | Men in Black - Sötét zsaruk 3.                | Tony                        |                     |
| 2012 | Rontó Ralph                                   | Ralph                       | John C. Reilly      |
| 2012 | Verdák 2.                                     | Alexander Henger Rugó       | Velibor Topic       |
| 2011 | Muppets                                       | Miss Röfi                   | Eric Jacobson       |
| 2011 | Számos pasas                                  | Esküvőszervező              | Bronwen Booth       |
| 2011 | Anyát a Marsra                                | George Gribble              | Dan Fogler          |
| 2011 | Frászkarika                                   | Charley Brewster            | Anton Yelchin       |
| 2011 | Limonádé                                      | Tommy                       | Ryan Montano        |
| 2011 | Rio                                           | Sylvio                      | Bernardo de Paula   |
| 2010 | A varázslótanonc                              | Bennet                      | Omar Benson Miller  |
| 2010 | Tron - Örökség                                | Sam Flynn                   | Garrett Hedlund     |
| 2010 | Megaagy                                       | Hal Stewart/Titán           | Jonah Hill          |
| 2009 | Astro Boy                                     | Mike                        | David Bowers        |
| 2009 | Nász-ajánlat                                  | Chuck                       | Michael Mosley      |
| 2009 | Derült égből fasírt                           | Bébi Brant                  | Andy Samberg        |
| 2008 | A megállíthatatlan                            | Jack "Jab" Buckley          | Omar Benson Miller  |
| 2008 | Kung Fu Panda - A harc művészete              | Fiatal Majom                | Jaycee Chan         |
| 2006 | Vadkaland                                     | Pici, a vízilókölyök        |                     |
| 2003 | Lara Croft: Tomb Raider 2. – Az élet bölcsője | Bryce                       | Noah Taylor         |
| 2003 | Amerikai pite: Az esküvő                      | Paul Finch                  | Eddie Kaye Thomas   |
| 2003 | Bad Boys 2. - Már megint a rosszfiúk          | Eladó a boltban             | J.D. Walsh          |
| 2003 | Honey                                         | Rodney Jerkins              | Rodney Jerkins      |
| 2003 | Doktor Szöszi 2.                              | Kevin                       | Sam Pancake         |
| 2002 | Időstoppolók                                  | Meeker "Meek"               | Garikayi Mutambirwa |
| 2002 | Mindenütt nő                                  | Bruno                       | Mark Skinner        |
| 2002 | A kincses bolygó                              | Onus                        | Corey Burton        |
| 2002 | Scooby-Doo – A nagy csapat                    | Scrappy-Doo                 | Scott Innes         |
| 2002 | Frida                                         | Alejandro "Alex"            | Diego Luna          |
| 2001 | Nincs több suli                               | Brad kapitány               | Erik von Detten     |
| 2001 | Amerikai pite 2                               | Paul Finch                  | Eddie Kaye Thomas   |
| 2001 | Jimmy Neutron - Csodagyerek                   | Carl Wheezer                | Rob Paulsen         |
| 2001 | Csajok a csúcson                              | Schädel                     | Max Richter         |
| 2001 | Hannibal                                      | FBI-os postásfiú            | Kent Linville       |
| 2001 | Isten nagy, én kicsi vagyok                   | Bertrand                    | Mathieu Demy        |
| 2001 | Lara Croft: Tomb Raider                       | Bryce                       | Noah Taylor         |
| 2001 | Őrült és gyönyörű                             | Luis                        | Herman Osorio       |
| 2001 | Kutyafuttában                                 | Benny                       | Anthony Anderson    |
| 2001 | Pasik a csúcson                               | Willi Müller                | Axel Stein          |
| 2000 | Lúzer                                         | Adam                        | Zak Orth            |
| 2000 | Az Ezeregy éjszaka meséi                      | Második rabló               | Oded Fehr           |
| 2000 | Fedezd fel Forrestert!                        | Damon                       | Lil` Zane           |
| 2000 | Bölcsek kövére 2. - A Klump család            | Ernie Klump Jr.             | Jamal Mixon         |
| 2000 | Végső állomás                                 | Billy Hitchcock             | Seann William Scott |
| 2000 | Én és én meg az Irén                          | Kicsi Shonté                | Jerod Mixon         |
| 2000 | Emlékezz a titánokra!                         | Louie Lastik                | Ethan Suplee        |
| 1999 | Hármasban szép az élet                        | Zack                        | Patrick Van Horn    |
| 1999 | Októberi égbolt                               | Roy Lee                     | William Lee Scott   |
| 1999 | Kegyetlen játékok                             | Blaine Tuttle               | Joshua Jackson      |
| 1999 | Galaxy Quest - Galaktitkos küldetés           | Teb                         | Jed Rees            |
| 1999 | 10 dolog, amit utálok benned                  | Michael "Mike" Eckman       | David Krumholtz     |
| 1999 | Amerikai pite                                 | Paul Finch                  | Eddie Kaye Thomas   |
| 1999 | Kéz-őrület                                    | Pnub                        | Elden Henson        |
| 1998 | Még mindig tudom, mit tettél tavaly nyáron    | Titus Telesco               | Jack Black          |
| 1998 | Az óriás                                      | Maxwell "Max" Kane          | Elden Henson        |
| 1998 | Maffia!                                       | Fiatal Joey                 | Sebastian Aza       |
| 1998 | Halálos fegyver 4 (1. szinkronos változat)    | Nick Murtaugh               | Damon Hines         |
| 1997 | Gattaca                                       | Anton Freeman (tini)        | William Lee Scott   |
| 1997 | Ál/Arc                                        | Karl                        | Danny Masterson     |
| 1997 | Apák napja                                    | Matt                        | Louis Lombardi      |
| 1995 | Danielle Steel: Zoya                          | Matthew                     |                     |
| 1995 | Szemtől szemben                               | Albert Torena               | Ricky Harris        |
| 1995 | Töketlenek                                    | Herbert Jones               | Michael Blake       |
| 1995 | Kőagy őrnagy                                  | Vak új kadét                | R.J. Knoll          |
| 1994 | Kerge kacsák 2.                               | Russ Tyler                  | Kenan Thompson      |
| 1993 | Apácashow 2. - Újra virul a fityula           | Westley Glen "Ahmal" James  | Ryan Toby           |
| 1993 | Hátulgombolós hekus                           | Rio                         | Carmine Genovese    |
| 1993 | Tiszta románc                                 | Dick Ritchie                | Michael Rapaport    |
| 1992 | Halálos fegyver 3 (2. szinkronos változat)    | Nick Murtaugh               | Damon Hines         |
| 1991 | A hercegnő és a kobold                        | Kófic                       |                     |
| 1991 | Lánglovagok                                   | Stephen (12 évesen)         | John Duda           |
| 1991 | A terror iskolája                             | Jonathan "Snuffy" Bradberry | Keith Coogan        |
| 1991 | Gézengúzok karácsonya                         | Ethan O`Fallon              | Ethan Embry         |
| 1991 | Addams Family – A galád család                | Pugsley Addams              | Jimmy Workman       |
| 1991 | Terminátor 2 - Az ítélet napja                | John Connor                 | Edward Furlong      |
| 1990 | Ovizsaru                                      | Csókolózó fiú               | Jason Reitman       |
| 1990 | Robotzsaru 2.                                 | Hob                         | Gabriel Damon       |
| 1990 | Ölve vagy halva                               | Sonny Storm                 | Zachary Rosencrantz |
| 1989 | Halálos fegyver 2 (2. szinkronos változat)    | Nick Murtaugh               | Damon Hines         |
| 1989 | Harry és Sally                                | 9 éves fiú                  | David Burdick       |
| 1988 | Marslakó a mostohám (1. szinkronos változat)  | Fred Glass                  | Seth Green          |
| 1988 | Segítség, felnőttem!                          | Billy                       | Jared Rushton       |
| 1987 | A nap birodalma                               | Jamie "Jim" Graham          | Christian Bale      |
| 1985 | Titkos imádó                                  | Ricardo "Rick"              | Geoffrey Blake      |
| 1985 | Űrrandevú                                     | Wolfgang Muller             | River Phoenix       |
| 1985 | Kincsvadászok (The Goonies)                   | Mikey Walsh                 | Sean Astin          |
| 1984 | Indiana Jones és a végzet temploma            | Picur                       | Jonathan Ke Quan    |

## Színházi szerepeiből
- Karnyóné színész (bemutató: 2012. november 10. Duna Palota)